# YY Coronae Borealis
YY Coronae Borealis (YY CrB / HD 141990 / HIP 77958 / SAO 64941) es una estrella variable de magnitud aparente +8,64.
Encuadrada en la constelación de Corona Boreal, está a 300 años luz del sistema solar.
YY Coronae Borealis es una binaria de contacto, lo que implica que sus dos componentes comparten su capa exterior de gas, siendo el tipo espectral de la estrella primaria F8V.
Ésta posee una masa de 1,34 masas solares y una temperatura efectiva de 6135 K. Su radio es un 33% más grande que el del Sol.
La estrella secundaria tiene una cuarta parte de la masa de su compañera, siendo su temperatura de 6142 K.
Su radio equivale al 70% del radio solar.
Ambas estrellas están separadas entre sí sólo 0,012 UA o 2,63 radios solares.
El sistema exhibe una metalicidad inferior a la solar ([Fe/H] = -0,20) y su edad se estima en 6300 millones de años.
Su período orbital es de sólo 9,04 horas (0,3766 días).
Como la práctica totalidad de binarias de contacto, YY Coronae Borealis constituye también una binaria eclipsante —del tipo W Ursae Majoris—, cuyo brillo disminuye 0,49 magnitudes durante el eclipse principal.